# Alexandra Amalie van Beieren

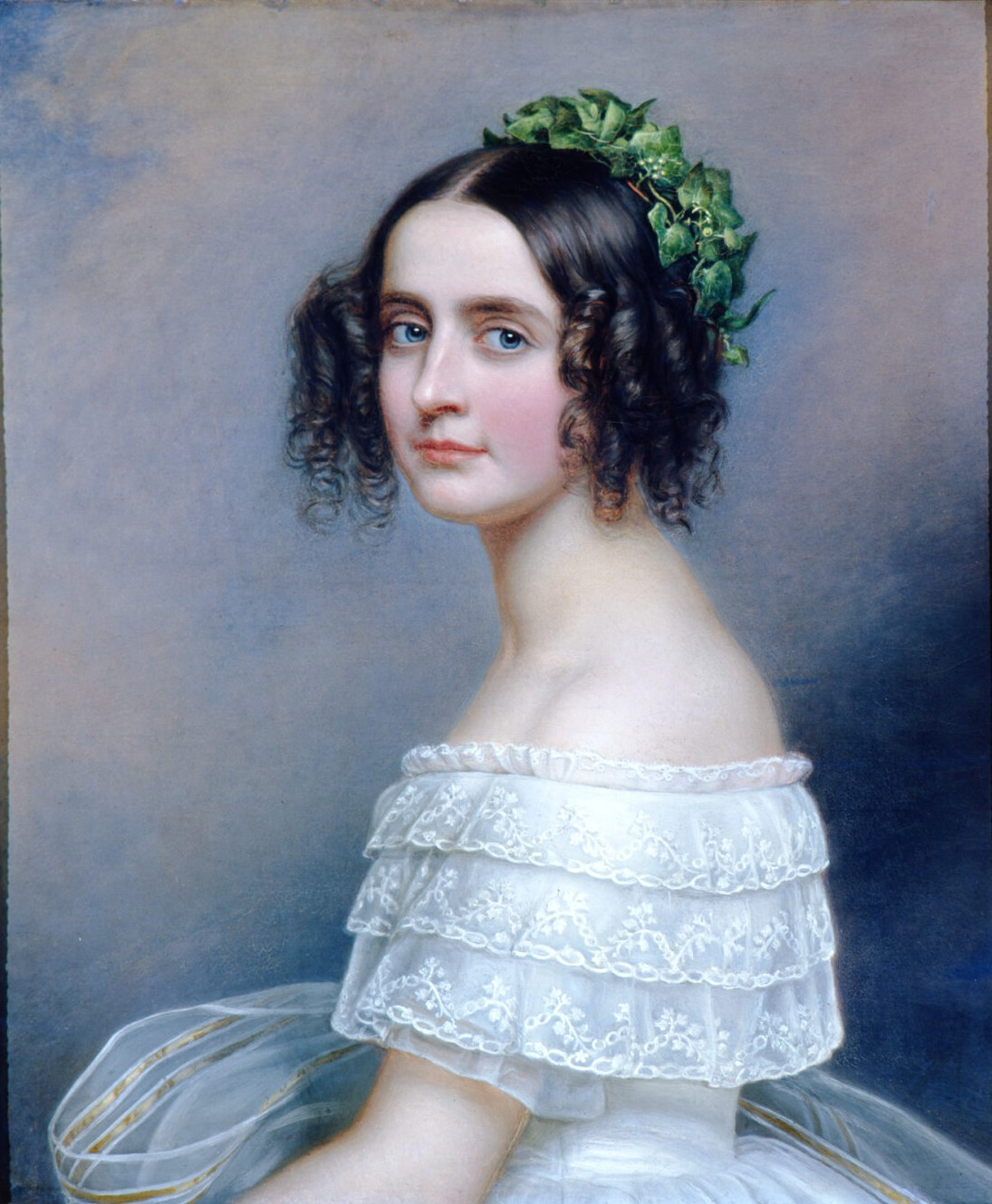
Alexandra Amalie van Beieren (1838), schilderij gemaakt in opdracht van koning Lodewijk I voor de galerie van schoonheden op Slot Nymphenburg

Alexandra Amalie van Beieren (Slot Johannisburg, Aschaffenburg, 26 augustus 1826 - Slot Nymphenburg, München, 21 september 1875) was een Beierse prinses uit het huis Wittelsbach. 
Zij was het achtste kind en de vijfde dochter van koning Lodewijk I van Beieren en diens vrouw Theresia van Saksen-Hildburghausen. Alexandra trouwde zelf niet. In 1850 dong Lodewijk Lucien Bonaparte naar haar hand, maar tot een huwelijk kwam het niet. Bonaparte was namelijk gescheiden en dat viel niet in goede aarde bij de Beierse koning.
In plaats daarvan trad Alexandra in bij het aan de Heilige Anna gewijd klooster in München. Dit was een kloostergemeenschap die haar leden vooral betrok uit adellijke kringen.  Daar bracht ze het tot abdis. Ze zette zich in voor de armenzorg en richtte in 1860 in haar geboortestad een armenkeuken in. Vanaf 1852 was de prinses ook als schrijfster actief. Ze publiceerde verschillende bundels als Weinachtsrosen (Kerstrozen, 1852), Feldblumen (Veldbloemen, 1856), Phantasie- und Lebensbilder (Fantasie- en Levensbeelden, 1858). Haar boeken genoten enige populariteit. De opbrengsten ervan kwamen ten goede aan de wezenzorg.
De prinses leed aan verschillende zenuwkwalen, waarvan een ziekelijke smetvrees nog wel het meest in het oog sprong. Na haar overlijden werd haar lichaam bijgezet in de Theatinerkirche te München.
- Gemeinsame Normdatei: 101046588
- International Standard Name Identifier: 0000 0000 0472 9326
- Virtual International Authority File: 15128585
- WorldCat: E39PBJycKqcmwYpKMxxkVtKjmd